# Saint Andrews, Victoria
Saint Andrews är en ort i Australien. Den ligger i kommunen Nillumbik och delstaten Victoria, omkring 36 kilometer nordost om delstatshuvudstaden Melbourne.
Runt Saint Andrews är det ganska glesbefolkat, med 34 invånare per kvadratkilometer.. Närmaste större samhälle är Mill Park, omkring 19 kilometer väster om Saint Andrews.